# A-484
La carretera A-484 une las localidades onubenses de Bonares y Almonte. La carretera hipotéticamente uniría las provincias de Huelva con la de Cádiz por el interior, y bordeardo el parque nacional de Doñana y cruzando el Guadalquivir hasta llegar hasta Lebrija y a partir de aquí unir a la provincia gaditana con carreteras hasta su límite provincial.
En 1989 el Parlamento de Andalucía aprobó una moción por la cual se realizaban las gestiones pertinentes para la construcción de la infraestructura de la carretera Huelva-Cádiz (en el mapa, línea amarilla punteada), vía por el interior, fuera del parque nacional, según el trazado aprobado en el Plan Director Territorial de Coordinación de la Comarca de Doñana.